# Vieille école à Brankovina
La vieille école à Brankovina (en serbe cyrillique : Стара школа у Бранковини ; en serbe latin : Stara škola u Brankovini) est située dans le village de Brankovina près de Valjevo, en Serbie. Elle est inscrite sur la liste des monuments culturels de grande importance de la République de Serbie (identifiant no SK 588).

## Présentation

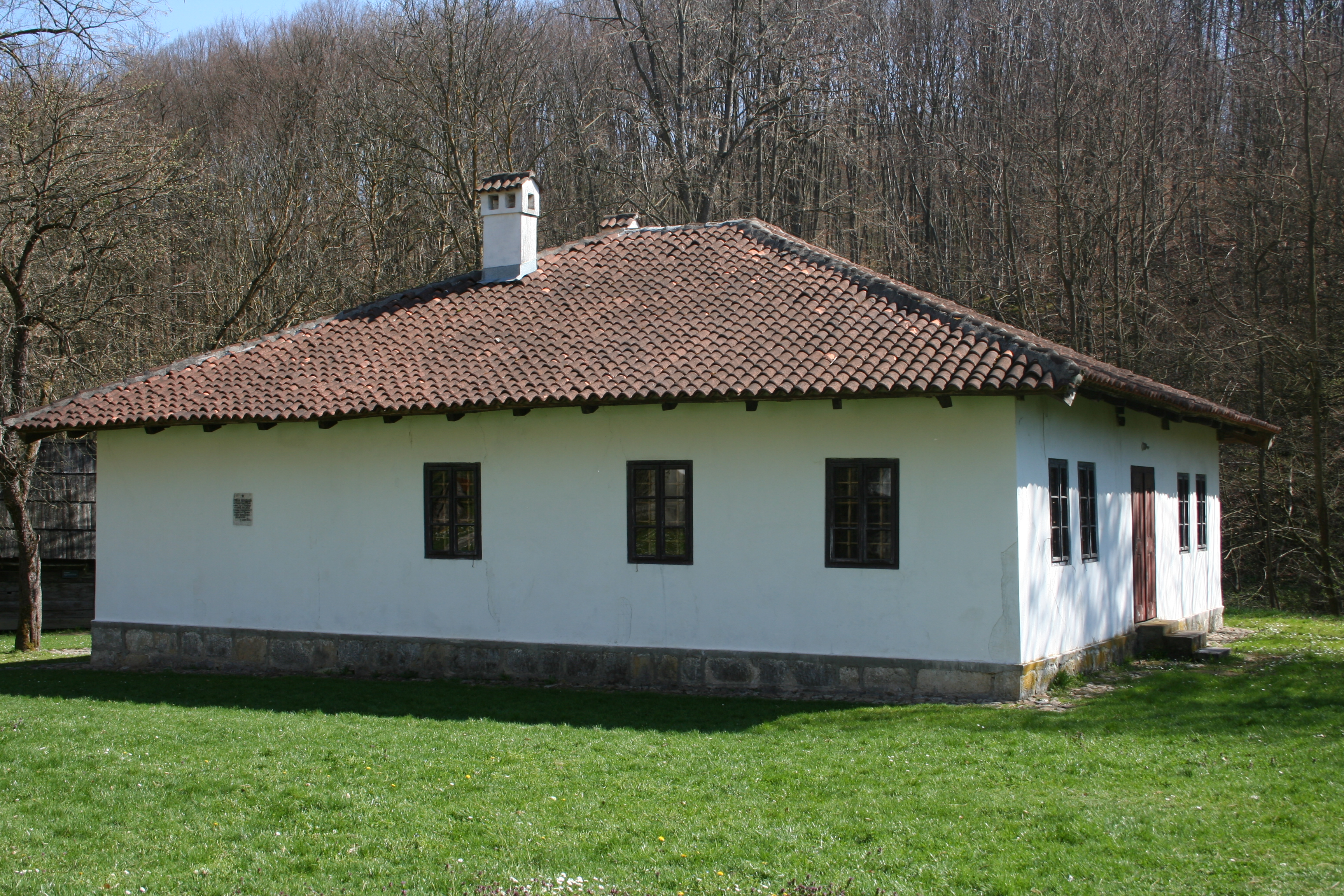
Autre vue de l'école.

L'école a été construite en 1833, en partie avec les matériaux inutilisés après l'édification de l'église des Saints-Archanges. L'école est associée à Mateja Nenadović, une personnalité importante du Premier soulèvement serbe contre les Ottomans, ce qui lui vaut son surnom d'« école du prêtre » (en serbe : Protina škola),, pour la distinguer de l'école de Desanka, située à proximité et liée quant à elle à l'auteure Desanka Maksimović.
Le bâtiment est construit sur une base rectangulaire selon le principe des colombages ; il est recouvert d'un toit en tuiles à quatre pans. L'intérieur a été conçu pour les besoins d'un établissement scolaire.
Sur la façade de l'école, une plaque commémorative a été apposée, avec le nom des personnalités les plus connues de la famille Nenadović.
Aujourd'hui, la vieille école fait partie du site mémoriel de grande importance de Brankovina (identifiant no ZM 40). Il est géré par le Musée national de Valjevo. On y trouve une reconstitution du logement du professeur et d'une salle de classe.